# Campeonato da Europa de Atletismo de 2012 - 800 m feminino
A prova dos 800 metros feminino do Campeonato da Europa de Atletismo de 2012 foi disputada entre os dias 28 e 29 de junho de 2012 no Estádio Olímpico de Helsinque em Helsinque,  na Finlândia. 
Em 30 de abril de 2013, foi anunciado que Elena Arzhakova medalha de ouro, tinha sido suspensa por dois anos a partir de janeiro de 2013 por uma violação de doping, sendo retirado todos os resultados obtidos desde 11 de julho de 2011. Isso resultou na perda da medalha de ouro, o que seria então atribuído a Lynsey Sharp. Irina Maracheva e Maryna Arzamasava também receberiam uma medalha de premiação. 
Em 25 de janeiro de 2016, foi anunciado que a nova medalhista de prata, Irina Maracheva também tinha utilizado substancias improprias e testada em doping após resultado de exame de sangue. Como resultado, foi retirado sua medalha de prata e Maryna Arzamasava foi promovida novamente, desta vez para prata e Lilyia Lobanova, que obteve o quinto lugar originalmente foi premiada com a medalha de bronze.

## Recordes
Antes desta competição, os recordes mundiais e do campeonato nesta prova eram os seguintes:
|                       | Nome                  | Nacionalidade   | Tempo    | Local   | Data                  |
| --------------------- | --------------------- | --------------- | -------- | ------- | --------------------- |
| Recorde mundial       | Jarmila Kratochvílová | Tchecoslováquia | 1m53s 28 | Munique | 26 de julho de 1983   |
| Recorde do campeonato | Olga Mineyeva         | União Soviética | 1m55s 41 | Atenas  | 8 de setembro de 1982 |
| Recorde europeu       | Jarmila Kratochvílová | Tchecoslováquia | 1m53s 28 | Munique | 26 de julho de 1983   |

## Medalhistas
| Ouro               | Prata                   | Bronze                |
| Lynsey Sharp (GBR) | Maryna Arzamasava (BLR) | Liliya Lobanova (UKR) |

## Cronograma
Todos os horários são locais (UTC+3).
| Data        | Hora  | Evento  |
| ----------- | ----- | ------- |
| 28 de junho | 19:05 | Bateria |
| 29 de junho | 21:45 | Final   |

## Resultados

### Bateria
Qualificação: 2 atletas de cada bateria (Q) mais os 2 melhores qualificados (q). 
| Posição | Bateria | Raia | Atleta                | Nacionalidade | Tempo   | Notas                |
| ------- | ------- | ---- | --------------------- | ------------- | ------- | -------------------- |
| 1       | 2       | 6    | Maryna Arzamasava     | Bielorrússia  | 2:00.54 | Q                    |
| 2       | 2       | 3    | Liliya Lobanova       | Ucrânia       | 2:01.60 | Q                    |
| 3       | 2       | 7    | Jemma Simpson         | Grã-Bretanha  | 2:01.64 | q                    |
| 4       | 1       | 4    | Lynsey Sharp          | Grã-Bretanha  | 2:01.88 | Q                    |
| 5       | 1       | 6    | Natalija Piliušina    | Lituânia      | 2:02.12 | q,                   |
| 6       | 2       | 4    | Eléni Filándra        | Grécia        | 2:02.37 |                      |
| 7       | 1       | 3    | Teodora Kolarova      | Bulgária      | 2:02.45 |                      |
| 8       | 3       | 5    | Lucia Klocová         | Eslováquia    | 2:02.55 | Q                    |
| 9       | 3       | 8    | Merve Aydın           | Turquia       | 2:02.81 |                      |
| 10      | 3       | 6    | Ewelina Sętowska-Dryk | Polónia       | 2:04.30 |                      |
| 11      | 2       | 2    | Eglė Balčiūnaitė      | Lituânia      | 2:05.21 |                      |
| 12      | 2       | 5    | Viktoria Tegenfeldt   | Suécia        | 2:05.74 |                      |
| 13      | 3       | 7    | Lenka Masná           | Chéquia       | 2:05.75 |                      |
| 14      | 3       | 3    | Suvi Selvenius        | Finlândia     | 2:06.39 | Recorde da temporada |
| 15      | 1       | 5    | Elena Mirela Lavric   | Roménia       | 2:11.61 |                      |
| 16      | 3       | 2    | Jenny Meadows         | Grã-Bretanha  | DNS     |                      |
| —       | 1       | 7    | Elena Arzhakova       | Rússia        | 2:01.28 | DSQ Doping           |
| —       | 3       | 4    | Irina Maracheva       | Rússia        | 2:02.48 | DSQ Doping           |
| —       | 1       | 2    | Tetiana Petlyuk       | Ucrânia       | 2:04.09 | Doping               |

- Elena Arzhakova originalmente ficou em segundo lugar, antes da desqualificação. Irina Maracheva originalmente classificado como nono, antes da desqualificação

### Final
| Posição           | Raia | Atleta             | Nacionalidade | Tempo   | Notas           |
| ----------------- | ---- | ------------------ | ------------- | ------- | --------------- |
| Medalha de ouro   | 5    | Lynsey Sharp       | Grã-Bretanha  | 2:00.52 | Recorde pessoal |
| Medalha de prata  | 3    | Maryna Arzamasava  | Bielorrússia  | 2:01.02 |                 |
| Medalha de bronze | 4    | Liliya Lobanova    | Ucrânia       | 2:01.29 |                 |
| 4                 | 6    | Lucia Klocová      | Eslováquia    | 2:01.38 |                 |
| 5                 | 8    | Jemma Simpson      | Grã-Bretanha  | 2:02.14 |                 |
| 6                 | 7    | Natalija Piliušina | Lituânia      | 2:06.59 |                 |
| —                 | 2    | Elena Arzhakova    | Rússia        | 1:58.51 | Doping          |
| —                 | 1    | Irina Maracheva    | Rússia        | 2:00.66 | Doping          |

Legenda
| Recorde mundial       | Recorde mundial (World record)               |                       | Recorde africano                      | Recorde africano (African) |                                           | Q | Classificado por posição (Qualified) |
| Recorde do campeonato | Recorde do campeonato (Championship record)  | Recorde da América    | Recorde da América (Americas)         | q                          | Classificado por melhor tempo (Qualified) |   |                                      |
| Melhor marca do ano   | Melhor marca do ano (World leading)          | Recorde asiático      | Recorde asiático (Asian)              | DNS                        | Não largou (Did not start)                |   |                                      |
| Recorde nacional      | Recorde nacional (National record)           | Recorde europeu       | Recorde europeu (European)            | DNF                        | Não terminou (Did not finish)             |   |                                      |
| Recorde pessoal       | Recorde pessoal do atleta (Personal best)    | Recorde da Oceania    | Recorde da Oceania (Oceania)          | DSQ / DQ                   | Desclassificado (Disqualified)            |   |                                      |
| Recorde da temporada  | Recorde da temporada do atleta (Season best) | Recorde sul-americano | Recorde sul-americano (South America) | NM                         | Sem marca (No mark)                       |   |                                      |